# Фельдман, Яков Григорьевич
Яков Григорьевич Фельдман (23 июня 1933, Ленинград — 22 октября 2006) — советский шахматист, мастер спорта СССР (1965).
Во время Великой Отечественной войны его семья была эвакуирована в Молотов. Выпускник юридического факультета Ленинградского государственного университета.
Участник чемпионатов Ленинграда 1965, 1971 годов.
В составе команды Ленинграда победитель 5-го командного чемпионата СССР по переписке (1975—1978 гг.; 3-я доска, 6½ очков из 12).